# 複製前複合体

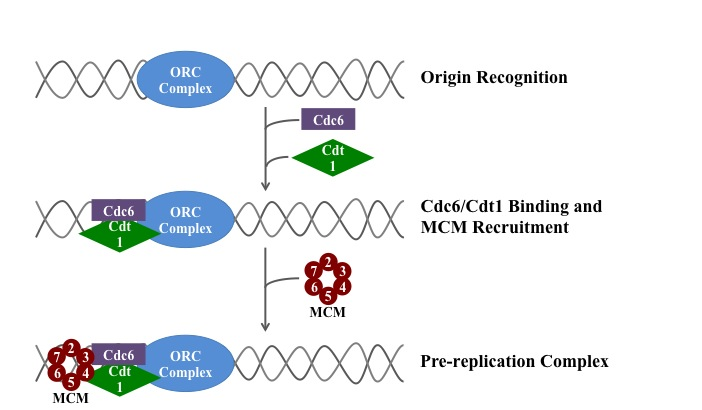
真核生物における複製前複合体のローディング過程の模式図

複製前複合体または複製開始前複合体（ふくせい(かいし)まえふくごうたい、英: pre-replication complex、略称: pre-RC）は、DNA複製の開始段階に複製起点に形成されるタンパク質複合体である。pre-RCの形成はDNA複製が起こるために必要である。ゲノムの完全に忠実に複製されることによって、各娘細胞が親細胞と同一の遺伝情報を持つことが保証される。したがって、pre-RCの形成は細胞周期の非常に重要な部分をなしている。

## 構成要素
生物は進化につれて複雑性を増しているが、このことはpre-RCについても当てはまる。生命の各ドメインにおけるpre-RCの構成要素の概要を次に示す。 
細菌では、pre-RCの主要な構成要素はDnaAである。pre-RCはDnaAが細菌の複製起点（oriC）内の高親和性結合部位と低親和性結合部位を占めることで形成される。
古細菌のpre-RCは細菌とは非常に異なり、真核生物のpre-RCの単純化されたモデルとしてとらえることができる。古細菌のpre-RCは、1つの複製起点認識複合体（ORC）タンパク質Cdc6/ORC1と、MCMタンパク質ホモ六量体からなる。Sulfolobus islandicusは複製起点の認識のためにCdt1のホモログも利用する。
真核生物のpre-RCは最も複雑であり、高度な調節を受ける。大部分の真核生物では、pre-RCは6つのORCタンパク質（ORC1–6）、Cdc6、Cdt1、MCMタンパク質ヘテロ六量体（MCM2–7）から構成される。MCMヘテロ六量体はおそらくMCM遺伝子の重複とその後の分岐進化によって生じたものである。分裂酵母Schizosaccharomyces pombeのpre-RCは他の真核生物と顕著な差異が存在し、Cdc6は相同なCdc18タンパク質で置き換えられている。また、Cdc18の結合に必要なSap1タンパク質がpre-RCに含まれている。アフリカツメガエルXenopus laevisのpre-RCには、さらにMCM9タンパク質が存在し、MCMヘテロ六量体の複製起点へのローディングを助けている。ORC、MCMの構造、さらに中間体であるORC-Cdc6-Cdt1-Mcm2-7（OCCM）複合体の構造が解かれている。

## 複製起点の認識
複製起点の認識はpre-RCの形成における重要な第一段階である。この過程はドメインによって異なる方法で行われる。
細菌では、複製起点の認識はDnaAによって行われる。DnaAはoriC内の9塩基対のコンセンサス配列（5' – TTATCCACA – 3'）に対して強固に結合する。oriC内には5つの9塩基対コンセンサス配列（R1–R5）と4つの非コンセンサス配列（I1–I4）が存在し、DnaAはこれらの配列に対して異なる親和性で結合する。DnaAはR4、R1、R2に高い親和性で結合し、 R5、I1、I2、I3、R3に対してはより低い親和性で結合する。pre-RCはDnaAが高親和性と低親和性の9塩基対結合部位の全てに結合した時に完成する。
古細菌には1つから3つの複製起点が存在する。複製起点は一般的にATに富む配列であり、古細菌の種によって配列は異なる。単一のORCタンパク質がこのATに富む配列を認識し、ATP依存的にDNAに結合する。 
真核生物の複製起点は、各染色体につき少なくとも1つ存在する。出芽酵母Saccharomyces cerevisiaeは明確な開始配列（TTTTTATG/ATTTA/T）を持つ、唯一の既知の真核生物である。この開始配列はORC1–5によって認識される。出芽酵母では、ORC6のDNAへの結合は知られていない。分裂酵母やより高等な真核生物の開始配列は明確ではないが、一般的に開始配列はATに富む配列であるか、DNAが屈曲したトポロジーを示す配列である。分裂酵母では、ORC4タンパク質がATフックモチーフを用いて複製起点のATに富む部分に結合することが知られている。高等真核生物での複製起点の認識機構はあまり解明されていないが、ORC1–6タンパク質の結合はDNAが通常とは異なるトポロジーを持つことに依存していると考えられている。

## ローディング

細胞周期における染色体複製の概要

真核生物でのpre-RCの組み立ては、サイクリン依存性キナーゼ（CDK）の活性が低いM期の終盤とG1期の初期にのみ行われる。このタイミングと他の調節機構によって、DNA複製が各細胞周期に1回だけ起こるよう保証されている。 
真核生物のpre-RCの組み立ては最も複雑であり、ORC1–6が複製起点に結合した後、Cdc6がリクルートされる。Cdc6はライセンス化因子Cdt1とMCM2–7をリクルートする。Cdt1の結合と、ORCとCdc6によるATPの加水分解によって、MCM2–7がDNAにロードされる。ORCとCdc６タンパク質よりもMCMタンパク質は化学量論的に過剰に存在しており、各複製起点には複数のMCMヘテロ六量体が結合している可能性が示唆される。 

## 複製の開始
DNA複製が起こるためには、pre-RCが形成された後に活性化され、レプリソームが組み立てられなければならない。 
細菌では、DnaAはATPを加水分解してoriCのDNAを巻き戻す。こうして形成された変性領域にDnaBヘリカーゼとDnaCヘリカーゼローダーがアクセスできるようになる。一本鎖DNA結合タンパク質（SSB）は新たに形成された複製バブルを安定化し、DnaGプライマーゼと相互作用する。DnaGは複製を行うDNAポリメラーゼIIIをリクルートし、複製が開始される。
真核生物では、MCMヘテロ六量体はCdc7とCDKによってリン酸化され、Cdc6を除去してMCM10をリクルートする。MCM10はMCM2–7と協働してCdc45をリクルートする。その後、Cdc45はレプリソームの重要な構成要素である、DNAポリメラーゼαとそのプライマーゼをリクルートする。その後、DNA複製が開始される。

## 複製前複合体の再組み立ての防止
各細胞周期の間、ゲノムは1度だけ完全に複製されることが重要である。M期の終盤からG1期の初期にかけてのpre-RCの形成はゲノムの複製に必要であるが、ゲノムが複製された後は次の細胞周期までに再び形成されるようなことがあってはならない。出芽酵母では、G1期の終盤、S期、G2期におけるpre-RCの形成は、CDKがリン酸化によってMCM2–7とCdt1を核から排除し、Cdc6をプロテアソームによる分解の標的とし、ORC1–6をクロマチンから解離させることによって防がれている。分裂酵母における再複製の防止機構は少し異なり、Cdt1は核から排除されるだけではなく、プロテアソームによって分解される。Cdt1のタンパク質分解は線虫Caenorhabditis elegans、キイロショウジョウバエDrosophila melanogaster、アフリカツメガエル、哺乳類を含む高等真核生物でも共通している。後生動物には、再複製を防ぐ第四の機構が存在する。S期とG2期の間、ジェミニンがCdt1に結合し、Cdt1によるMCM2–7の複製起点へのローディングを阻害している。

## マイヤー・ゴーリン症候群
真核生物のpre-RCの構成要素の欠陥は、マイヤー・ゴーリン症候群（Meier-Gorlin syndrome）を引き起こすことが知られている。この疾患は、膝蓋骨の欠損または形成不全、小さな耳、出生前後の発育不全、小頭症によって特徴づけられる。既知の変異は、ORC1、ORC4、ORC6、CDT1、CDC6遺伝子に同定されている。疾患の表現型はおそらく細胞の増殖能力の低下、細胞数の減少、一般的な成長阻害によるものである。